# Moran Rosenblatt
Pour les articles homonymes, voir Rosenblatt.
Moran Rosenblatt (מורן רוזנבלט, née le 14 septembre 1985 à Tel-Aviv) est une actrice israélienne.

## Biographie
Après avoir terminé son service militaire dans les forces armées israéliennes, Rosenblatt étudie le théâtre au Haderech Studio de Tel Aviv de 2006 à 2009.
En 2011, elle fait ses débuts au cinéma dans Lipstikka, pour lequel elle est primée au Festival du film de Jérusalem. En 2015, elle incarne une jeune femme déficiente intellectuelle dans Hatuna MeNiyar, rôle qui lui vaut le prix Ophir dans la catégorie meilleure actrice.
Parallèlement, elle étudie l'écriture de scénario à la Sam Spiegel Film & Television School de Jérusalem de 2014 à 2016. En 2017, elle joue dans la production israélo-autrichienne Baumschlager, puis dans la série télévisée Fauda à partir de 2018. En 2020, elle a joué un rôle principal dans la comédie Kiss Me Kosher aux côtés de Luise Wolfram.

## Filmographie sélective
- 2011 : Lipstikka
- 2013 : Lettres d'amour d'un inconnu (Shablulim BaGeshem)
- 2014 : Pommes du désert
- 2015 : Hatuna MeNiyar
- 2017 : Baumschlager
- 2017-2018 : Château Ein Karem (série télévisée, 14 épisodes)
- 2018 : La Fille aux cheveux roux (Para Aduma)
- 2018-2019 : Kfulim (série télévisée, 9 épisodes)
- 2018 - : Fauda (série télévisée)
- 2020 : Embrasse-moi casher (de)
- 2021 - : Hit & Run (série télévisée)
- 2025- : Ronnie & Tom